# Didymaea crassifolia
Didymaea crassifolia är en måreväxtart som beskrevs av Attila L. Borhidi. Didymaea crassifolia ingår i släktet Didymaea och familjen måreväxter. Inga underarter finns listade i Catalogue of Life.